# Araneus virgunculus
Araneus virgunculus là một loài nhện trong họ Araneidae.
Loài này thuộc chi Araneus. Araneus virgunculus được Tord Tamerlan Teodor Thorell miêu tả năm 1890.